# Gerhard Pfeiffer (Fußballspieler)
Gerhard Pfeiffer (* 13. April 1921; † 25. Mai 2012) war ein Fußballspieler aus Thüringen. 1957 spielte er für den SC Motor Jena in der DDR-Oberliga, der höchsten Spielklasse des DDR-Fußball-Verbandes. In den 1950er Jahren stand er in der Landesauswahl Thüringen.

## Sportliche Laufbahn
Pfeiffer hatte früher bei Dessau 98 gespielt und in der Saison 1947/48, wie etliche weitere Dessauer, als „Zonenspringer“ ein Spiel für Werder Bremen in der Oberliga Nord bestritten. Im Alter von 34 Jahren wechselte Pfeiffer 1955 von der Betriebssportgemeinschaft (BSG) Motor Neustadt/Orla zum zweitklassigen DDR-Ligisten SC Motor Jena. In Neustadt hatte Pfeiffer zuletzt in der drittklassigen Bezirksliga Gera gespielt. Anfang der 1950er Jahre gehörte Pfeiffer zum Kader der Thüringenauswahl, mit der er fünf Spiele bestritt.
Im Herbst 1955 wurde im DDR-Fußball eine Übergangsrunde mit 13 Spieltagen ausgespielt, da ab 1956 vom Sommer-Frühjahr-Rhythmus auf den Kalenderjahrspielplan umgestellt wurde. Am 4. Spieltag wurde Pfeiffer als halblinker Stürmer erstmals in der Übergangsrunde eingesetzt. Beim 4:2-Sieg über Wismut Gera erzielte er bereits in seinem ersten Spiel für Jena ein Tor. Von den 13 Spieltagen der Übergangsrunde bestritt Pfeiffer acht Partien, in denen er drei Tore erzielte. In seiner ersten Zweitligasaison 1956 gehörte er sofort zu den Aktivposten der Jenaer. Auf der halblinken Angriffsposition erkämpfte er sich einen Stammplatz, bestritt alle 26 Punktspiele und erzielte 15 der 89 Ligatore des SC Motor. Mit vier Punkten Vorsprung gewannen die Jenaer die DDR-Liga-Saison 1956 und sicherten sich damit den Aufstieg in die DDR-Oberliga.
Als Pfeiffer am 17. März 1957 bei der Begegnung SC Turbine Erfurt – SC Motor Jena (1:1) sein erstes Oberligaspiel bestritt, hatte er fast sein 36. Lebensjahr vollendet. Zunächst ließ ihn Trainer Warg regelmäßig auf Halblinks spielen, doch das 10. Saisonpunktspiel SC Motor Karl-Marx-Stadt – SC Motor Jena (1:3) am 22. Juni 1957 wurde zum Abschiedsspiel für Pfeiffer, er wurde lediglich noch in der 82. Minute eingewechselt. Pfeiffer bestritt innerhalb von drei Jahren 48 Pflichtspiele für den SC Motor Jena und erzielte dabei 21 Tore. In der DDR-Oberliga kam er auf zehn Einsätze und schoss ein Tor.
Nach seiner Spielerlaufbahn betätigte sich Pfeiffer bei seiner Heimatsportgemeinschaft Motor Neustadt/Orla als Trainer.